# Lernut
Lernut – wieś w Armenii, w prowincji Szirak. W 2011 roku liczyła 134 mieszkańców.